# Khanaqin
Khanaqin o Khaniqin (in arabo خانقين‎?, Khaniqin) o localmente Xaneqîn (in curdo خانەقین‎, Xaneqîn), è una città curda dell'Iraq, capoluogo dell'omonimo distretto nel governatorato di Diyala del Curdistan iracheno.
Nel 2008 la sua popolazione era di circa 175 000 abitanti. È situata a 8 chilometri dal confine con l'Iran, sull'affluente Alwand del fiume Diyala. La città è abitata principalmente da curdi di etnia Kalhor, con una consistente presenza di turkmeni. Essa si trova sulla strada principale attraverso la quale i pellegrini sciiti visitano le città sante islamiche. La città è inoltre ricca di petrolio (la prima raffineria petrolifera e il primo oleodotto dell'Iraq furono appunto costruiti nei pressi della città nel 1927).
Khanaqin è stata oggetto di una politica di arabizzazione durante la presidenza di Saddam Hussein, ma il fenomeno è stato sostanzialmente invertito dopo la caduta del regime nel 2003. Ad oggi, la città è contesa tra curdi e Governo iracheno.